# 拉維多利亞 (考卡河谷省)
拉維多利亞（西班牙語：La Victoria）是哥倫比亞考卡河谷省的城鎮，位於該國西部，距離首府卡利154公里，始建於1835年8月12日，面積154平方公里，海拔高度915米，2005年人口13,722。